# Skandulv

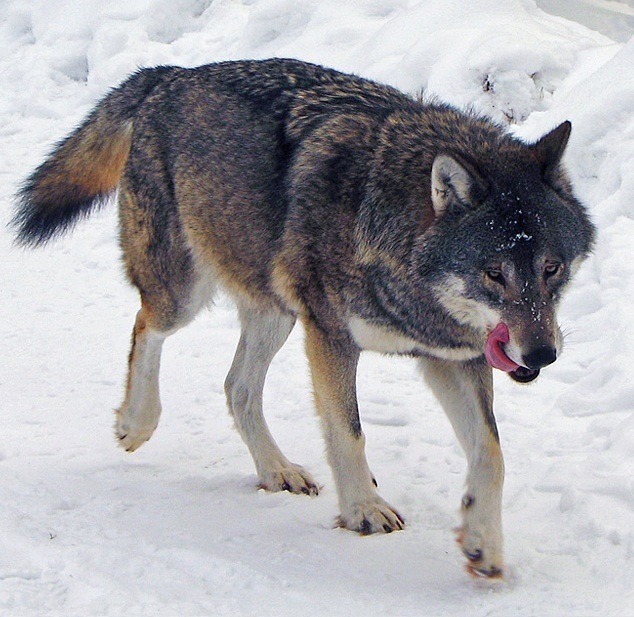
Skandinavisk varg fotograferad på Kolmårdens djurpark.

SKANDULV, Skandinaviska Vargforskningsprojektet. Genom det skandinaviska vargforskningsprojektet (SKANDULV) samordnas forskningen om vargens ekologi. Projektet initierades i januari 1999. SKANDULV arbetar med grundvetenskapliga och tillämpade frågeställningar kring vargens ekologi och förvaltning. Projekten rör bland annat faktorer som påverkar storleken på populationen och hur den utvecklas och expanderar, genetik, vargens effekt på andra arter och beteende.
Projektet verkar även för att förmedla vetenskapligt grundad kunskap till förvaltningen och allmänheten i Sverige och Norge.
Drivs av forskare vid Grimsö forskningsstation, SLU (Sveriges Lantbruksuniversitet), Högskolan i Hedmark och Norsk institutt for naturforskning.
2012 meddelade SKANDULV i en sårbarhetsanalys att Minsta livskraftiga population (MVP) för en hållbar vargstam i Sverige och Norge bedömts till 100 individer. Ur ett rent genetiskt perspektiv beräknas omkring 40 individer vara tillräckligt.